# Cadabra (计算机程序)
Cadabra是一款为研究张量分析和场论而设计的计算机代数系统
在GNU通用公共许可证下发布的，Cadabra是免费软件。
Cadabra具有广泛的功能为张量多项式简化包括multi-term对称性,费米子和anti-commuting变量,克利福德代数和Fierz转换、内含协调,多个索引类型和更多。输入格式是TeX的一部分。命令行和图形界面都可用。

## 更多
- 计算机代数系统比较